# Thomas Townshend

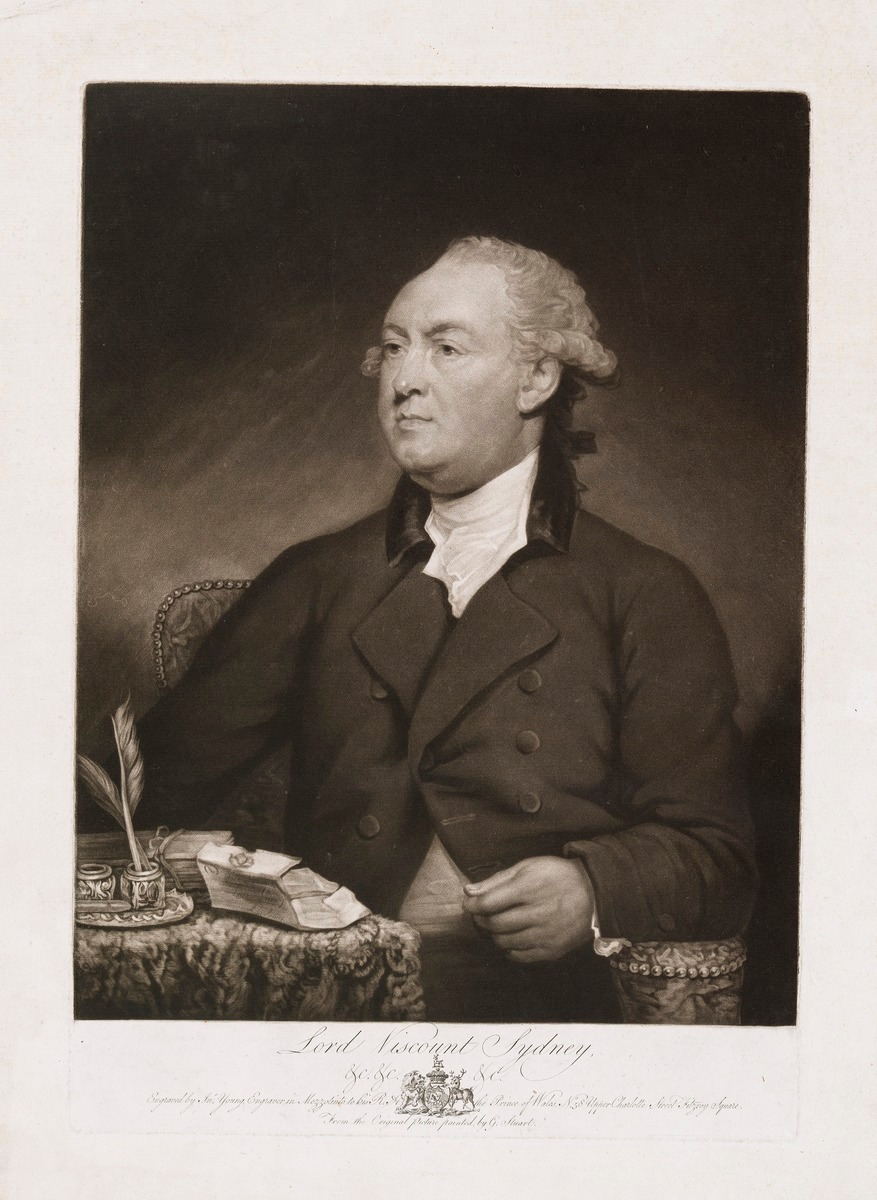
Thomas Townshend

Thomas Townshend, 1st Viscount (burggraaf) van Sydney (24 februari 1733 - 30 juni 1800) was een Brits politicus die meerdere belangrijke kabinetsposten bekleedde gedurende de tweede helft van de 18e eeuw. Hij was degene die Arthur Phillip als gouverneur naar New South Wales stuurde. Als dank vernoemde Phillip de nederzetting waar ze geland waren naar hem. De nederzetting is uitgegroeid tot de grootste stad van Australië.